# Список городов Манитобы
Манито́ба (англ. Manitoba, МФА: о файле/ˌmænɪˈtoʊbə/) — провинция в Западной Канаде, входит в регион Канадские прерии. Насчитывая 1 342 153 жителя и охватывая территорию в 540 310,19 квадратных километров, она является пятой по численности населения и шестой по площади провинцией страны (данные переписи 2021 года). Манитоба подразделена на 137 муниципалитетов, из которых 10 отнесены к категории городов (city).
В соответствии с положением Закона о муниципалитетах 1996 года городами (cities) могут называться муниципалитеты, достигшие отметки в 7500 жителей. Флин-Флон, часть которого находится в соседней провинции Саскачеван, подпадает под этот порог, несмотря на меньшую численность населения. Согласно результатам выборов 2022 года, собранных Ассоциацией муниципалитетов Манитобы, в состав муниципального правительства каждого города входит мэр. В Виннипеге и Брандоне городские советы формируются по системе уордов, в то время как в других городах эти органы избираются по единому округу.
Крупнейшим городом Манитобы как по количеству жителей, так и по территории является Виннипег с населением 749 607 человек и площадью 461,78 квадратных километров. Город с наименьшим населением — Флин-Флон (4940 жителей), а самый малый по площади — Дофин, который занимает территорию 12,67 квадратных километров. Виннипег также является старейшим инкорпорированным городом в провинции, его устав был утверждён законодательным собранием 8 ноября 1873 года. Последним на 2025 год муниципалитетом, получившим статус города, стал Морден (24 августа 2012 года). Виннипег является столицей Манитобы.

## Список городов
- Крупнейшие города Манитобы
- Виннипег, столица Манитобы, её крупнейший город как по населению, так и по площади
- Даунтаун Брандона, второго по численности населения города в Манитобе
- Улица Мейн-стрит Стайнбака, третьего по численности населения города Манитобы
- Мэрия Уинклера, четвёртого по численности населения города Манитобы
- Мэрия Портидж-ла-Прери, пятого по численности населения города Манитобы

| Название          | Область              | Гор. совет | Членов гор. совета | Данные переписи населения Канады 2021 года | Данные переписи населения Канады 2021 года | Данные переписи населения Канады 2021 года | Данные переписи населения Канады 2021 года | Данные переписи населения Канады 2021 года | Город с         |
| Название          | Область              | Гор. совет | Членов гор. совета | Население (2021)                           | Население (2016)                           | Изменение                                  | Площадь (км²)                              | Плотность населения                        | Город с         |
| ----------------- | -------------------- | ---------- | ------------------ | ------------------------------------------ | ------------------------------------------ | ------------------------------------------ | ------------------------------------------ | ------------------------------------------ | --------------- |
| Брандон           | Уэстмен              | Уорд       | 10                 | 51 313                                     | 48 883                                     | ↗+5,0%                                     | 79,04                                      | 649,2/км²                                  | 30 мая 1882     |
| Виннипег          | Виннипег             | Уорд       | 15                 | 749 607                                    | 705 244                                    | ↗+6,3%                                     | 461,78                                     | 1623,3/км²                                 | 8 ноября 1873   |
| Дофин             | Паркленд             | Единый     | 6                  | 8368                                       | 8369                                       | →0,0%                                      | 12,67                                      | 660,5/км²                                  | 20 марта 1998   |
| Морден            | Пембина-Вэлли        | Единый     | 6                  | 9929                                       | 8668                                       | ↗+14,5%                                    | 16,29                                      | 609,6/км²                                  | 24 августа 2012 |
| Портидж-ла-Прери  | Центральные равнины  | Единый     | 6                  | 13 270                                     | 13 304                                     | ↘−0,3%                                     | 24,72                                      | 536,8/км²                                  | 13 февраля 1907 |
| Селкирк           | Интерлейк и Виннипег | Единый     | 6                  | 10 504                                     | 10 278                                     | ↗+2,2%                                     | 24,47                                      | 429,3/км²                                  | 26 июня 1998    |
| Стайнбак          | Истмен               | Единый     | 6                  | 17 806                                     | 16 022                                     | ↗+11,1%                                    | 37,56                                      | 474,1/км²                                  | 10 октября 1997 |
| Томпсон           | Северная Манитоба    | Единый     | 8                  | 13 035                                     | 13 678                                     | ↘−4,7%                                     | 16,62                                      | 784,3/км²                                  | 7 июля 1970     |
| Уинклер           | Пембина-Вэлли        | Единый     | 6                  | 13 745                                     | 12 660                                     | ↗+8,6%                                     | 20,73                                      | 663,1/км²                                  | 7 апреля 2002   |
| Флин-Флон (часть) | Северная Манитоба    | Единый     | 6                  | 4940                                       | 4991                                       | ↘−1,0%                                     | 13,14                                      | 376,1/км²                                  | 26 июня 1970    |
| Всего             | Всего                | Всего      | Всего              | 892 517                                    | 842 097                                    | ↗+6,0%                                     | 707,02                                     | 1262,4/км²                                 | —               |
| Манитоба          | Манитоба             | Манитоба   | Манитоба           | 1 342 153                                  | 1 278 365                                  | ↗+5,0%                                     | 540 310,19                                 | 2,5/км²                                    | —               |

- Мураль волка на жилом здании в Томпсоне, шестом по численности населения городе Манитобы
- Водонапорная башня в Селкерке, седьмом по численности населения городе Манитобы
- Здание суда в Мордене, восьмом по численности населения городе Манитобы
- Мэрия Дофина, девятого по численности населения города Манитобы
- Улица Мейн-стрит в Флин-Флоне, наименее населённом городе Манитобы

## Комментарии
1. ↑  Часть Флин-Флона расположена в Саскачеване; указаны сведения только для части в Манитобе[6].
2. ↑  Данные включают в себя сведения для перечисленных выше городов, а также других муниципалитетов и населённых пунктов провинции[4].